# إيكوا مسانغي
إيكوا مسانغي (بالإنجليزية: Ekwa Msangi)‏، هي مُنتجة ومُخرجة سينمائية تنزانية أمريكية. تُدرس إيكوا الإنتاج والدراسات الثقافية في جامعة نيويورك.

## وصلات خارجية
- إيكوا مسانغي على موقع IMDb (الإنجليزية)
- إيكوا مسانغي على موقع قاعدة بيانات الفيلم (الإنجليزية)

]